# Koča Popović
Konstantin (Koča) Popović (ur. 14 marca 1908 w Belgradzie, zm. 22 października 1992 tamże) – jugosłowiański wojskowy i polityk, wiceprezydent Jugosławii (1966–1972), minister spraw zagranicznych (1953–1965), szef sztabu Jugosłowiańskiej Armii Ludowej (1945–1953).

## Życiorys
Był synem belgradzkiego kupca. W 1912 jego rodzina przeniosła się do Szwajcarii, gdzie spędziła I wojnę światową, a on uczył się w katolickim klasztorze. Jego pierwszym językiem był francuski; nie mówił językiem serbsko-chorwackim do powrotu do Belgradu w 1921. Wiele jego tekstów zostało napisanych po francusku, później przetłumaczonych na serbsko-chorwacki. Nauczył się również niemieckiego, angielskiego i hiszpańskiego.
W 1926 ukończył męskie gimnazjum w Belgradzie, później do 1927 szkolił się w szkole oficerów rezerwy w Sarajewie i w 1932 został porucznikiem artylerii, jednak nie zamierzał kontynuować kariery wojskowej. Przez rok studiował prawo na Uniwersytecie Belgradzkim, później udał się do Paryża i podjął studia filozoficzne na Sorbonie, próbował również sił jako poeta, był bliski francuskim surrealistom. Związał się tam z ruchem lewicowym i wstąpił do konspiracyjnej Komunistycznej Partii Jugosławii (późniejszy Związek Komunistów Jugosławii), pisał artykuły i pamflety w prasie partyjnej. Po wybuchu wojny domowej w Hiszpanii postanowił wziąć w niej udział i w 1937 znalazł się w Paryżu, po czym przekroczył pieszo Pireneje i wstąpił do Hiszpańskiej Armii Ludowej, lecz nie do Brygad Międzynarodowych, zostając instruktorem artylerii i później dowódcą dywizji.
W lutym 1939, po upadku Republiki Hiszpańskiej, wrócił do Francji i został internowany w obozie w Saint-Cyprien wraz z innymi Jugosłowianami; tworzyła się tam tajna kadra oficerska, która później stanowiła kluczowy element w dowództwie i sztabach ruchu partyzanckiego w Jugosławii po 1941. Ludzie ci wrócili do ojczyzny w 1940 poprzez tajne kanały partii komunistycznej znajdujących się w Europie Zachodniej. Popović w końcu 1940 został aresztowany i do marca 1941 był więziony, później po powrocie do kraju pracował w centrali partyjnej w Belgradzie jako członek regionalnego serbskiego komitetu mającego przygotować zbrojne powstanie przeciw faszystowskiej okupacji.
Gdy wybuchła rebelia, tworzył lokalny zespół, z których formował specjalne kadry, by tworzyć przyszłe jednostki zbrojne. Po tym gdy resztki oddziałów Tity zostały przerzucone do Bośni, pod naporem niemieckich wojsk oddziały partyzanckie skoncentrowały się w dwóch elitarnych brygadach uderzeniowych. Na początku listopada 1943 objął dowództwo 1 Brygady Proletariackiej, na czele której odniósł wiele zwycięstw. W lipcu 1944 mianowano go szefem sztabu sił zbrojnych na Serbię, a na początku 1945 został dowódcą 2 Armii i stoczył ciężkie walki w północno-wschodniej Bośni.
Po wojnie został szefem sztabu generalnego sił zbrojnych Jugosławii, pełniąc to stanowisko do stycznia 1953, gdy został ministrem spraw zagranicznych. Zasiadał również w Stałej Konferencji KC Związku Komunistów Jugosławii i był członkiem Prezydium KC Związku Komunistów Serbii. Był jednym z najbliższych współpracowników Tity i najzdolniejszych dyplomatów, wielokrotnie występował na forum ONZ. W 1966 objął funkcję wiceprezydenta Jugosławii, a w 1972 po dymisji wycofał się z życia politycznego.
Uchwałą z dnia 11 października 1946 r. Prezydium Krajowej Rady Narodowej nadało mu Order Krzyża Grunwaldu II klasy.